# Albert Châtelet
Albert Châtelet (n. 24 octombrie 1883, Valhuon, Nord-Pas-de-Calais, Franța – d. 30 iunie 1960, Paris, Franța) a fost un matematician francez.
A fost profesor de matematică la Paris și decan onorar al Facultății de Științe din Paris.
De asemenea, a fost codirector al revistei L'Enseignemnent Mathématique.
În 1959 a participat la Congresul Internațional al Matematicienilor ținut la București.
A studiat infinitatea numerelor prime.